# Retrato de Fiódor Chaliapin
Retrato de Fiódor Chaliapin(los nombres empleador por el autor son Ciudad Nueva, F. I. Chaliapin en una ciudad desconocida; también F. I. Chaliapin en la feria, Chaliapin en la feria de Nizhny Novgorod ) Es una pintura del artista ruso Borís Kustódiev, realizada en el año 1922, en la ciudad de Petrogrado (moderno San Petersburgo).
El artista Borís Kustódiev y el cantante de ópera Fiódor Chaliapin apreciaban mucho el trabajo de cada uno de ellos, incluso antes de su conocimiento personal, que tuvo lugar por iniciativa del escritor Máximo Gorki en 1919, después de la revolución de Octubre. Posteriormente, Chaliapin invitó a Kustódiev a trabajar juntos en una producción de la ópera El poder del Mal en el Teatro Mariinski como escenógrafo y diseñador de vestuario. Kustódiev estuvo de acuerdo, aunque para entonces únicmente se movía en una silla de ruedas debido a una grave enfermedad en las piernas. Al mismo tiempo acordó con Chaliapin pintar su retrato, para lo cual mientras trabajaba en la ópera hizo muchos dibujos y bocetos.
El retrato fue creado episódicamente de 1920 a 1922 en condiciones difíciles para Kustódiev: para poder abarcar todo el lienzo de dos metros con un pincel, el artista tuvo que realizarlo en partes, medio tumbado, utilizando un dispositivo especialmente diseñado que le permitía inclinar el lienzo a la posición deseada. En el lienzo Chaliapin está representado con un rico abrigo de piel y un sombrero sobre el fondo del paisaje invernal y la fiesta nacional de carnaval. A los pies del cantante está su perro favorito el bulldog Royka, y detrás de él están las hijas Marta y Marina con el secretario personal del cantante Isai Dvorishchin. A pesar del desfile completo del retrato, se distingue por la expresión de la esencia misma de Chaliapin, una demostración de su espíritu verdaderamente popular, que al convertirse en un artista famoso, Chaliapin siguió siendo una personalidad rusa. En el mismo año, Kustódiev creó para sí mismo una pequeña copia del retrato, que posteriormente se exhibió en todo el mundo, mientras que el original se almacenó en el apartamento personal de Chaliapin en París. 
Kustódiev murió en 1927 y Chaliapin, en 1938. La versión del autor fue almacenada en la Galería Tretiakov por algún tiempo, y luego fue transferida al Museo Ruso donde se encuentra actualmente. El original se conserva en la familia Chaliapin, pero en 1968 fue transferido por hijas como regalo al Museo del Teatro de Leningrado y de 1985 exhibido en la sala de estar de la Casa museo de Chaliapin en Leningrado (ahora San Petersburgo).

## Contexto

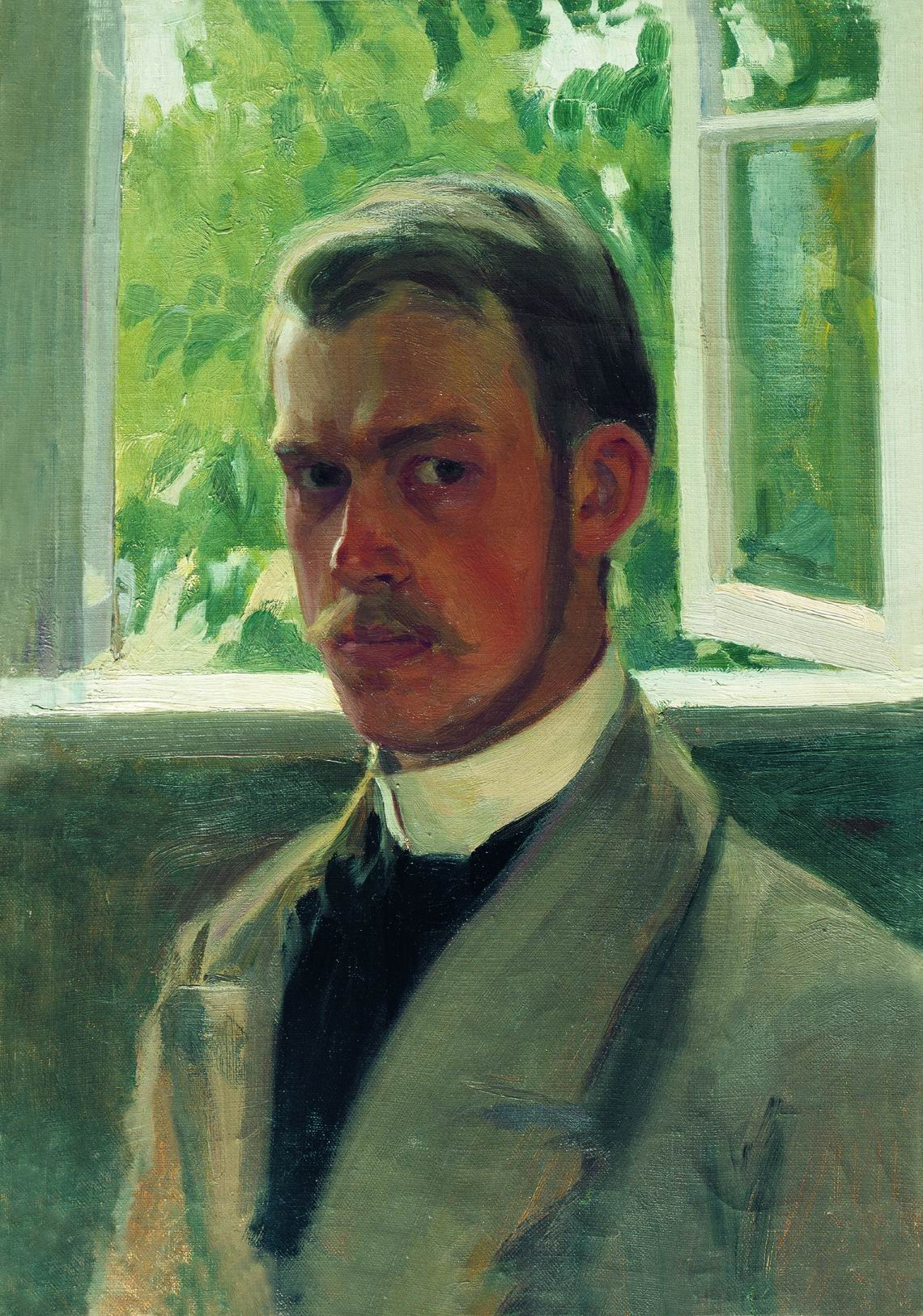
Autorretrato junto la ventana, Kustódiev (1899).

El gran bajista de cámara Fiódor Chaliapin cantó en la Ópera Privada Rusa de Moscú y en los teatros Bolshoi y Mariinski de Moscú y San Petersburgo respectivamente, y también fue conocido como intérprete de canciones populares y romances rusos. El reconocimiento a Borís Kustódiev había llegado durante los estudios en la Academia Imperial de las Artes en San Petersburgo, y los retratos de su obra fueron premiados en las exposiciones internacionales. Sin embargo, la vida del artista fue difícil: en 1911 tuvo una grave enfermedad de la columna vertebral, que en 1916 llevó a la parálisis de las piernas. Habiendo permanecido siempre encadenado a una silla de ruedas, Kustódiev no perdió la fuerza de espíritu y continúo trabajando.  En ese momento, escribió que «ya que mi mundo es ahora únicamente mi habitación, tan lúgubre sin luz y sol. Así que hago lo que puedo hacer en mis pinturas con este sol, al menos los reflejos del mismo, para atraparlo y capturarlo». Poseedor de una observación inusualmente aguda y una memoria visual fenomenal, Kustódiev pintó sobre sus recuerdos excepcionalmente alegres de Rusia sin las cargas, el gris y el aburrimiento de la vida popular cotidiana. Estos lienzos con bebida de té, salones, tabernas, inviernos sorprendentes con trineos, tiovivos, festivales folclóricos, están llenos de un sentido de riqueza material, colores llamativos y patrones brillantes, sumergiendo al espectador en la imaginación del artista, en la inaudita ciudad Kustodievsk, en el país Kustodiyu.  Kustódiev se enamoró del trabajo de Chaliapin desde su juventud y simplemente lo adoró. Un Chaliapin sensible, a su vez, no podía dejar de tocar el destino de Kustódiev. Apreció mucho su arte, causándole una gran impresión, calificando al artista de «maravilloso» e «inmortal» y considerándolo un gran hombre y digno de admiración.
Posteriormente, en su segundo libro autobiográfico Máscara y Alma, terminado en 1932 y que resume su vida, Chaliapin escribió:

Sabía mucho de la vida de personas interesantes, talentosas y buenas, pero si alguna vez he visto a una persona con un espíritu realmente elevado, es en Kustódiev. Todos los rusos culturales saben lo maravilloso que fue este artista. Todos conocen su Rusia increíblemente brillante, sonando las campanas. Sus puestos, sus comerciantes Suslov, sus comerciantes Piskulin, sus ricas bellezas, sus maridos y bien hecho, en general, todas sus figuras rusas típicas, creadas por él a partir de recuerdos de la infancia, le dan al espectador una extraordinaria sensación de alegría. Únicamente un amor increíble por Rusia podría dotar al artista de una precisión de dibujo tan alegre y de una jugosa pintura tan deliciosa en su infatigable representación del pueblo ruso ... Pero, ¿cuántos sabían que este alegre y contento Kustódiev era un mártir discapacitado físicamente indefenso? No puedes pensar sin preocuparte por la grandeza de la fuerza moral...

## Historia

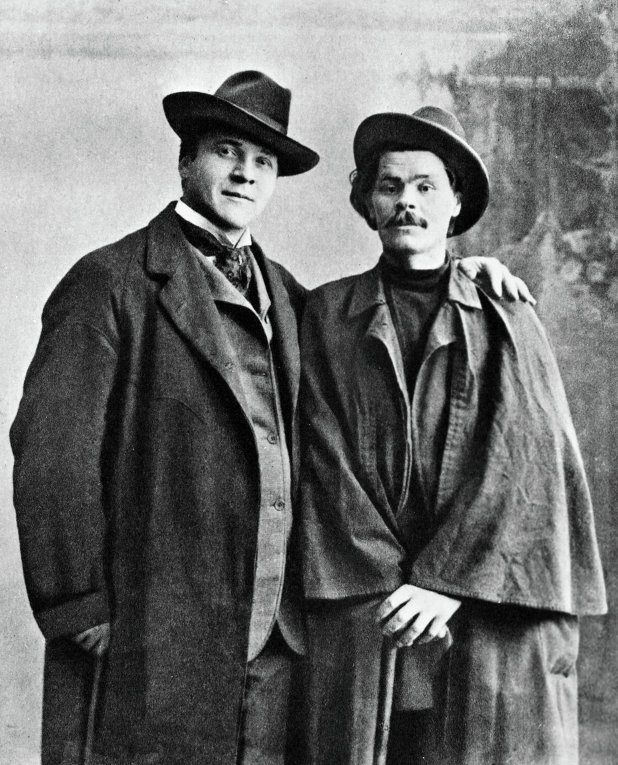
Gorki y Chaliapin, 1901

En 1919, el famoso escritor Máximo Gorki, que gustaba de su trabajo desde que el artista trabajaba en las revistas satíricas Zhupel y Hell's Post, llegó de repente al apartamento de Kustódiev en la casa número 7 de la calle Vvedenskaya en Petrogrado. Kustódiev vivía cerca del apartamento de Gorki, así como de la Casa del Pueblo. Gorki también se llevó consigo al no menos famoso Chaliapin, que se interesó por la obra teatral de Kustódiev. Posteriormente, Chaliapin, a veces solo, a veces junto con Gorki, visitó repetidamente al pintor.
La oportunidad de conocer más de cerca a Kustódiev se presentó a Chaliapin mientras trabajaba en una producción en el Teatro Mariinski de la ópera «Enemigos del Mal», escrita por el compositor Aleksandr Serov sobre la obra de Aleksandr Ostrovski «No tan vivo como quieres, sino tan vivo como Dios manda». En esta producción, que fue el último trabajo significativo de Chaliapin en el Teatro Mariinskiel, fue a la vez director y creador de la fiesta «Eremyka» en la búsqueda del dibujo entonacional y plástico con el que trabajó con un gran aumento creativo. Habiendo decidido que era imposible encontrar un artista que pudiera sentir y representar el mundo de Ostrovski mejor que Kustódiev, el equipo del teatro le envió a Chaliapin una propuesta para comenzar a crear escenarios y trajes para «Enemy Force». Cuando Chaliapin se acercó al artista y vio a Kustódiyev encadenado a una silla, fue capturado por una «tristeza compasiva»:

Me invitó a sentarme y con las manos acercó las ruedas de su silla a la mía. Fue una pena mirar la privación de la humanidad, pero era como si fuera invisible para él: cuarenta años, rubio, pálido, me golpeó con su vigor espiritual, no el más mínimo tono de tristeza en su rostro. Sus alegres ojos ardían brillantemente, en ellos estaba la alegría de la vida. 
Expongo mi proposición a él. 
-"Con placer, con placer", respondió Kustódiev. Me alegra poder servirle en una obra tan maravillosa. Estaré encantado de hacerle bocetos y cuidar los disfraces. Mientras tanto, vamos, póseme con este abrigo de piel. Su abrigo de piel me gusta mucho. Es bueno describirlo.

- ¿Es inteligente?, le digo el abrigo de piel es bueno, pero quizás robado.

- ¿Cómo robado?
 Broma, Fiódor Ivanovich.

Sí, digo, hace unas tres semanas lo recibí para un concierto de alguna institución estatal. Y usted, de hecho, conoce el eslogan: «robo robado».
 "¿Pero cómo sucedió esto?"

- Vinieron, se ofrecieron a cantar un concierto en el Teatro Mariinski por alguna razón, ahora no recuerdo cuál -Casa, y en lugar de pagar con dinero, me ofrecieron un abrigo de piel. Aunque tenía mi canguro tártaro, probablemente no tendría que llevar mis abrigos de piel, pero me interesé. Fui a la tienda. Me sugirieron que yo eligiera. ¡Qué bastardo soy, burgués! No podía elegir el peor, elegí el mejor.

- Aquí estamos, Fiédor Ivanovich, y fíjalo en el lienzo. Después de todo, como en la forma original: tanto el actor como el cantante silbaron un abrigo de piel.

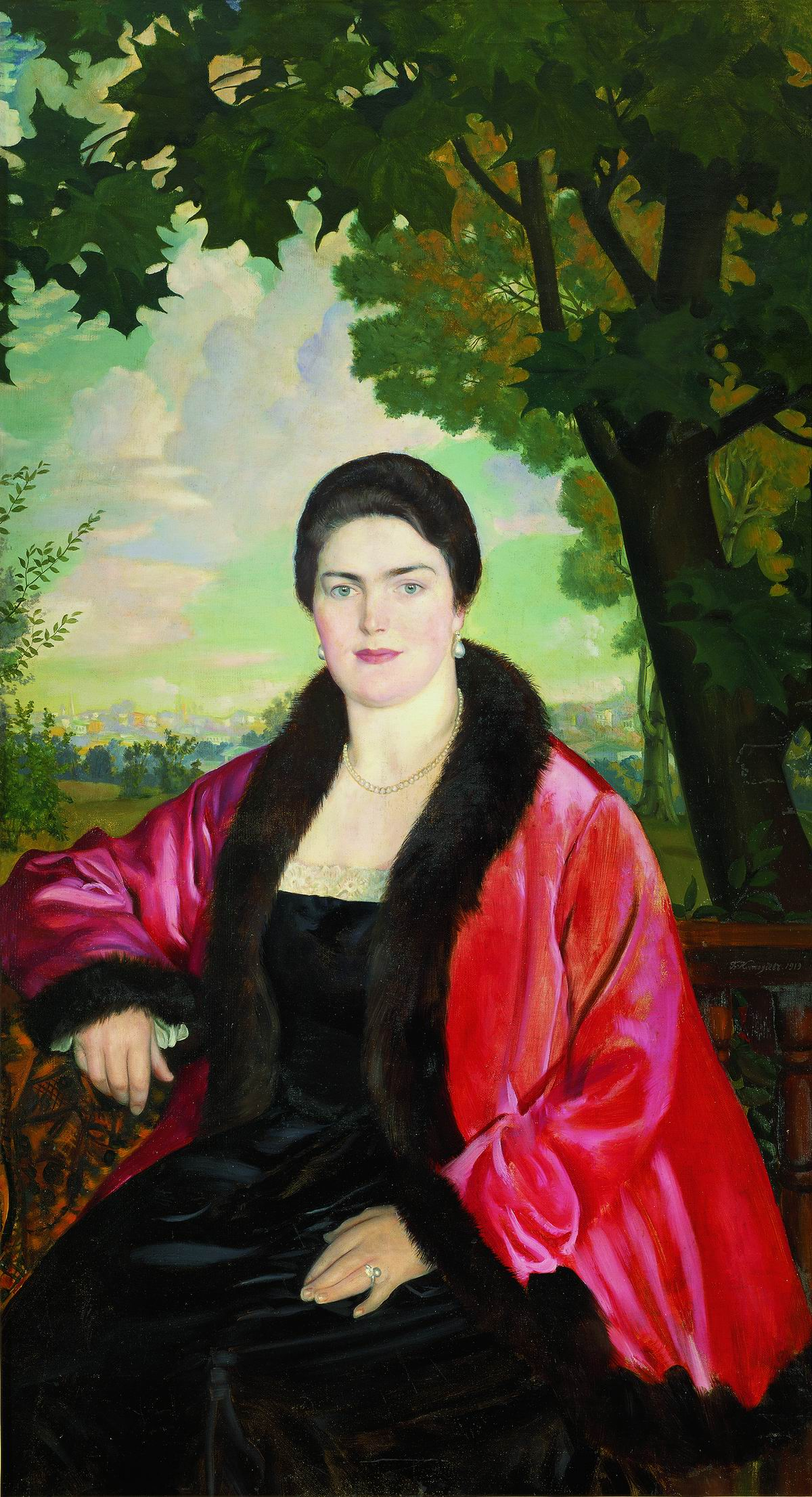
Retrato de María Chaliapina, 1919.

Kustódiev, a pesar de ser una persona sedentaria, aceptó fácilmente y sin dudarlo la propuesta de Chaliapin de crear el escenario. En ese momento, el artista escribió al director Vasili Lugski: «Me siento en casa y, por supuesto, trabajo y trabajo, esas son todas nuestras noticias. Tenía hambre de gente, de teatro, de música. Estoy privado de todo esto». Además, Kustódiev se sintió muy alentado por la idea de trabajar con un artista de renombre internacional como Chaliapin.  La personalidad del cantante, su apariencia interna y externa, atrajo a sus contemporáneos, quienes expresaron sus impresiones en sus mejores obras, en memorias y ficción, escultura, gráficos, pintura. Entonces, Aleksandr Golovín escribió papeles para Chaliapin, y Valentín Serov, Leonid Pasternak, Iliá Repin o Konstantín Korovin. Kustódiev no fue la excepción, ya que contribuyó con toda una galería de retratos de Chaliapin.
Algún tiempo después, el cantante presentó al artista al director del Teatro Mariinski Daniil Pohitonov. El director se sentó en la sala al piano, acompañado por Chaliapin que cantó casi todas las arias de la ópera «Enemy Force». Fue entonces, aparentemente, cuando Kustódiev le dijo a Chaliapin sobre su deseo de pintar su retrato, pero el cantante le refirió a la falta de tiempo para posar, al mismo tiempo que obtuvo el consentimiento del artista para crear un retrato de su esposa - María Valentinovna Chaliapina. Este año para Kustódiev el único trabajo encargado fue precisamente, este retrato «secular» en el que representaba a María Chaliapina, con su gracia, sobre un fondo de parque, un paisaje romántico, que sombreaba las características de la cliente.
Kustódiev siguió los ensayos en el escenario con gran interés, se familiarizó con lo que sucedía en el lugares de producción, sastrería y vestuario. Chaliapin fue el que se encargó de traer y llevar a Kustódiev a su casa.
En 1920, gracias a Chaliapin el pintor visitó dos veces el Teatro Mariinski, donde vio la ópera de Christoph Willibald Gluck Orfeo y Eurídice, así como una representación de tres ballets en un acto - Le Pavillon d'Armide, Carnaval y Chopiana. Ese mismo año, junto con «Enemy Force», el artista se ocupó de crear la escenografía de la ópera La novia del zar de Nikolái Rimski-Kórsakov, que fue puesta en escena por el director Víctor Rappoport con el Teatro Bolshoi en la Casa del Pueblo de Petrogrado. El trabajo en la ópera «Enemy Force» fue, a pesar de las difíciles condiciones de la guerra y la revolución, de las cuales el grupo de teatro había sufrido importantes daños, y los jóvenes recién reclutados tuvieron que enseñar los fundamentos elementales de la actuación, e incluso las partituras. Al mismo tiempo, todo este ensimismamiento fascinó al intransigente y exigente Chaliapin, de modo que minimizó las giras por las ciudades rusas y comenzó a participar personalmente en los ensayos, durante los cuales él mismo mostraba entonaciones para los papeles de los participantes en las escenas de masas. Siendo quisquilloso hasta el más mínimo detalle, también dio la misma importancia al diseño artístico de la ópera, de modo que todos sus elementos adquirieran una única integridad artística. Kustódiev estableció una buena relación con Chaliapin, al cual, visitaba regularmente en su casa, consideraba los bocetos antes de que fueran pintados al óleo, alegrándose de que el artista entendiera su plan. Repetidamente cantaban juntos un dúo, recordando con canciones el Volga nativo, cerca del cual ambos crecieron, era bueno que Kustódiev tuviera un buen tenor. La obra estaba llegando a su fin, pero al mismo tiempo, cargado de trabajo, Chaliapin no podía dedicar tiempo a posar para Kustódiev, prometiendo venir «en algún momento después del estreno», pero el artista incluso así consiguió hacer algunos rápidos bocetos del cantante para el futuro retrato. Como escribió posteriormente Chaliapin, Kustódiev «pintó rápidamente [...] bosquejos de escenarios y trajes para la Enemy Force». No se limitó al diseño de la ropa, sino que reflejó en sus bocetos la personalidad de los personajes, sus temperamentos, tipos y gestos.
|  |                      |              |  |
|  | Bocetos de disfraces | Enemy Force, |  |

El estreno de Enemy Force tuvo lugar el 7 de noviembre de 1920, según el testimonio del hijo de Kustódiev, Kirill, de manera brillante, por lo que «su padre regresó a casa emocionado, dijo que Chaliapin era un genio y que para la historia es necesario pintar su retrato». Como había señalado Chaliapin, Kustódiev «observaba los ensayos con gran interés y me parecía preocupado, esperando al general. En la primera actuación Kustódiev se sentó en el palco del director y se alegró. La actuación fue presentada por todos nosotros diligentemente y al público le gustó». Después de haber visto la obra, Alexander Blok, golpeado por la fuerza de la generalización artística, escribió en su diario que «Chaliapin en el personaje Yeryomka (Enemy Force) llega a la imagen de la impudicia borracha, la astucia, en su mente, la sangre, el horror del herrero ruso. No únicamente, falta de mediocridad, es demasiado «Chaliapin», demasiado «Mefistófeles» en general, no el vulgar diablo ruso». Chaliapin interpretó muchas veces el papel de Yeryomka, y en la temporada 1920/1921 hizo 47 apariciones en el Teatro Mariinski.

## Creación

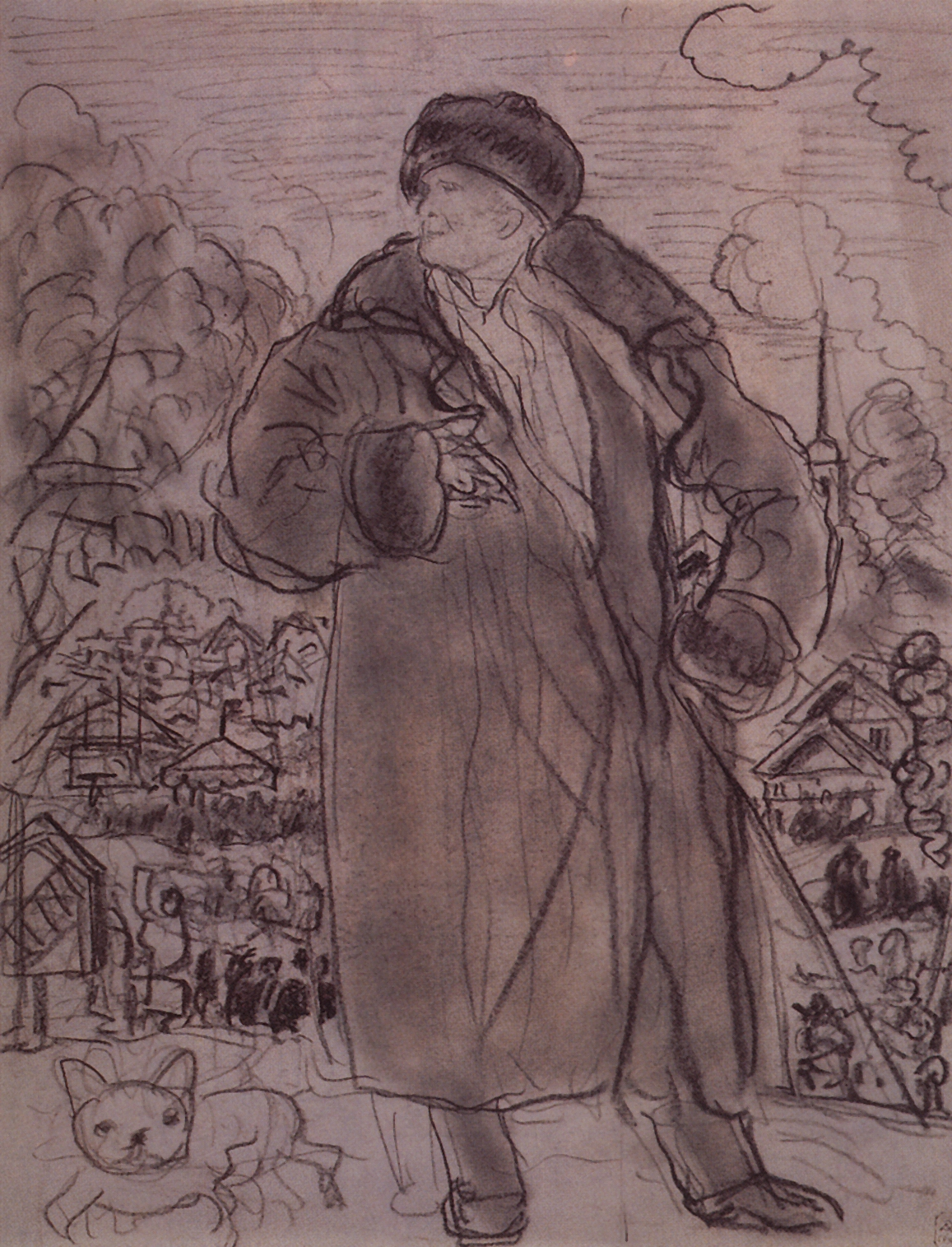
Boceto para un retrato, 1920—1921.

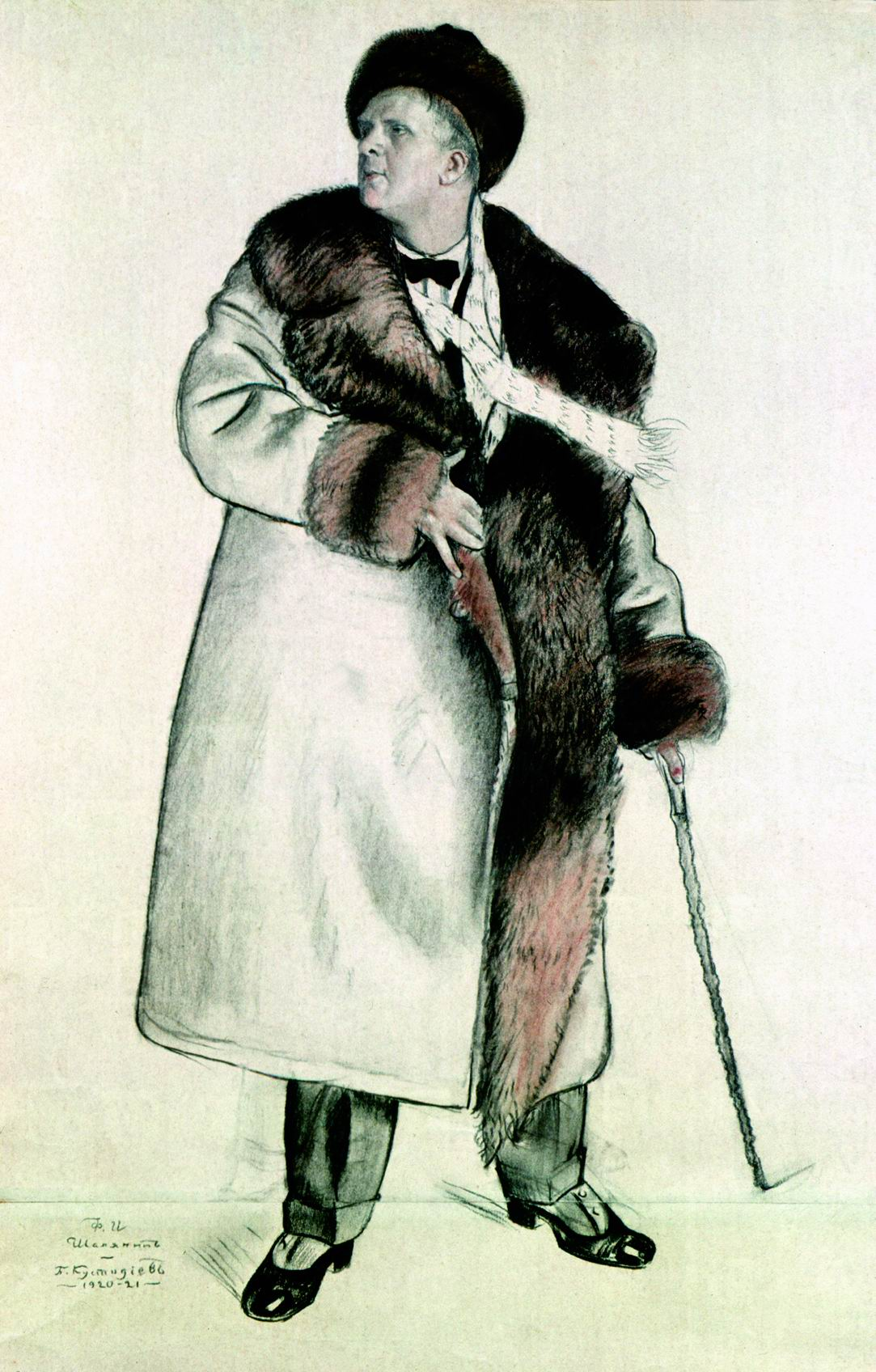
Dibujo de Chaliapn, 1921.

Fue ese invierno que Kustódiev reanudó inesperadamente el trabajo sobre el retrato de Chaliapin que había comenzado en el otoño. Como recordó Chaliapin, «se rieron y acordaron trabajar en el colorido abrigo "nacionalizado" de destino dudoso». Para empezar, Kustódiev hizo varios bocetos y dibujos preparatorios, y luego comenzó a crear el lienzo principal. De mutuo acuerdo, Kustódiyev comenzó a escribir a Chaliapin en ese mismo abrigo, obtenido en lugar de un pago por trabajo. También Chaliapin deseaba que a sus pies en la pintura estuviera su mascota - bulldog francés «Royka». A pesar de que el perro estaba entrenado e incluso cayó muerto cuando el dueño dijo "Городовой!",(policía de la ciudad), Royka tuvo suficiente con esto. Como recordó el hijo de Kustódiev, «para que pudiera estar de pie con la cabeza levantada, pusieron un gato en el armario, y Chaliapin hizo todo lo posible para que el perro lo mirara». Sin embargo, este no fue el problema principal, sino el hecho de que el pintor decidió representar a Chaliapin a su altura natural, como resultado de lo cual el tamaño del lienzo excedió los dos metros. Las sesiones de posado tuvieron lugar en la sala que servía de taller de Kustódiev. Era tan pequeña y estrecha para el enorme Chaliapin, que ocupaba casi todo el espacio libre de la habitación, que Kustódiev no pudo cubrir toda su figura y la imagen tuvo que ser pintada en partes, y algunos bocetos incluso tuvieron que transferirse a través de las cuádrículas. Chaliapin posó para un artista ya gravemente enfermo, confinado en una silla de ruedas, como ya no podía ponerse de pie, Kustódiev sentado pintó la parte central del retrato y se vio obligado a trabajar medio acostado sobre la parte superior e inferior, mirando hacia una camilla con un lienzo especialmente inclinado en posición casi horizontal, que pintaba como una lámpara de techo. Gracias al bloque montado en el techo con una cuerda estirada y una carga, el propio Kustódiev pudo sin ninguna ayuda externa ajustar la inclinación del lienzo a la posición requerida. Posteriormente, el crítico de arte Pyotr Neradovsky, que visitó el apartamento del artista en 1921 y vio la imagen casi terminada, recordó cómo Kustódiev respondió a la pregunta «¿Cómo pintaste un retrato tan grande?»:

A esto, simplemente, como si no hubiera nada especial, explicó que se había fijado un bloque en el techo, a través del cual se pasaba una cuerda con una carga suspendida en su extremo;con su ayuda, fue posible acercar el lienzo a la silla, sin ayuda externa, inclinarlo hacia sí mismo para poder alcanzarlo con su pincel o alejarlo de sí mismo para verificar lo que estaba pintado. Este dispositivo, inventado por Boris Mikhailovich, le permitió trabajar en una imagen tan compleja. Únicamente los artistas comprenderán completamente los grandes inconvenientes y las dificultades físicas involucradas en este trabajo realizado por una persona enferma privada de su libertad de movimiento. Y él, como si nada hubiera pasado, me explicó el proceso técnico del trabajo ....

Como recordó Chaliapin, el retrato de Kustódiev fue «pintado rápidamente». Sin embargo, para el artista enfermo fue un trabajo increíblemente difícil, una verdadera hazaña creativa sin precedentes a la que se había enfrentado, aunque le trajo a su vida momentos brillantes y alegres. Al azar y a tientas, Kustódiev creó un lienzo asombroso, de hecho nunca lo vio del todo a una distancia suficiente. Él mismo apenas creía en el éxito de la realización del retrato y no podía ni siquiera imaginar su suerte profesional, que más tarde asombró a muchos pintores gracias a la virtuosa habilidad de Kustódiev y su asombroso cálculo.

## Composición
Retrato original de medidas 215 x 172 cm, óleo sobre lienzo; parte inferior izquierda firmada «F. I. Chaliapin. B. Kustodiev / 1921». Copia reducida: 99,5 x 81 cm , óleo sobre lienzo; firmado abajo a la derecha: «B. Kustodiev // 1922».

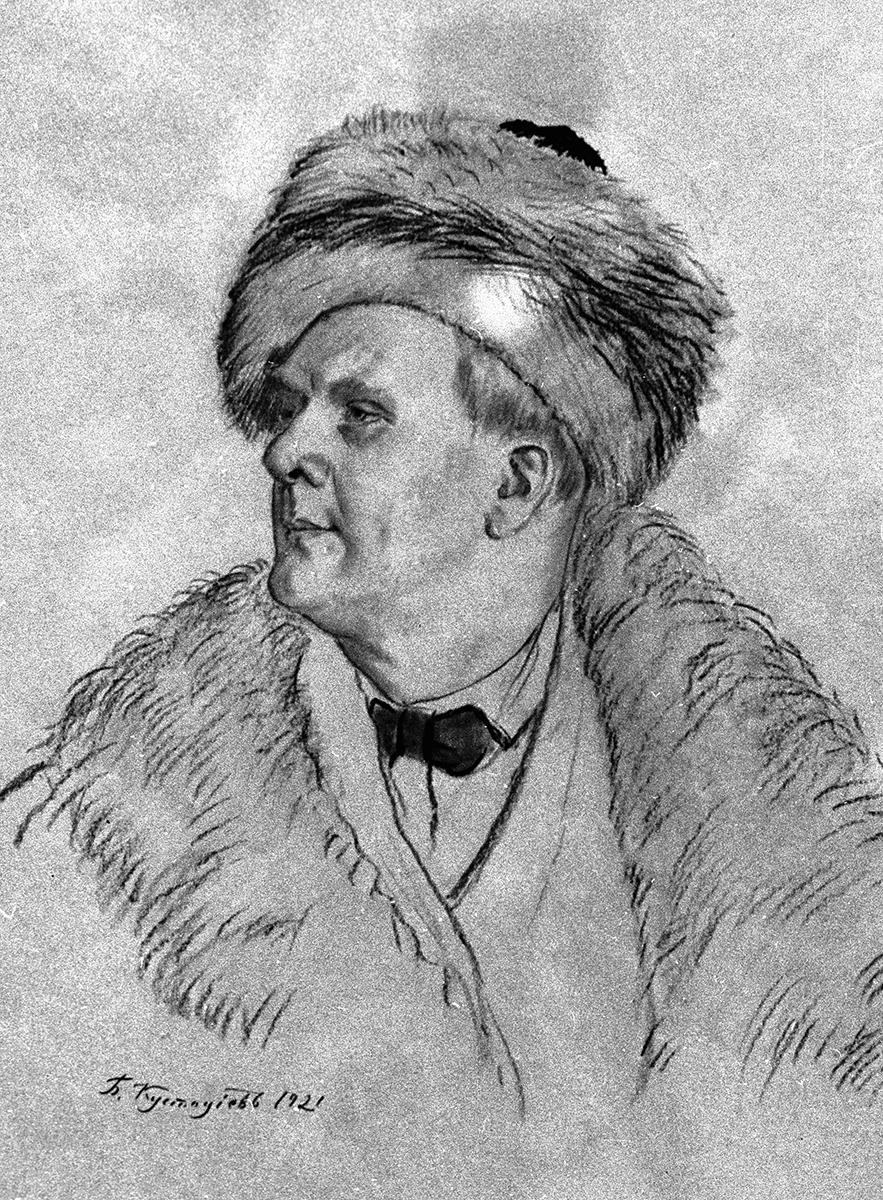
Una fotocopia de un estudio de la cabeza de Chaliapin, 1921.

En primer plano, en un montículo nevado se eleva majestuosamente, se coloca en una pose espectacular, deliberadamente teatral, una majestuosa figura de la sólida y heroica constitución de un hombre: un Chaliapin canoso con un sombrero de castor, un abrigo lujoso, rico y costoso, no está únicamente forrado, sino también cosido de piel de castor, junto con un gran cuello. Para mostrar todo esto, a pesar de una ligera helada, el abrigo de piel está abierto de par en par, debajo de él se ve un estricto traje de concierto. Chaliapin sostiene el abrigo de piel abierto con una bufanda se agita en el viento, en su mano derecha colgando de una manera elegante, muestra en el dedo meñique, un magnífico anillo con una piedra preciosa. Con su mano izquierda, para no resbalar en el camino, se apoya en un bastón de madera valiosa. Chaliapin está calzado con botas de ante gris y barniz negro con botones no diseñados para caminar en invierno, de acuerdo con la última moda, obviamente no de acuerdo con el clima. La silueta de una figura elegante y magníficamente plástica es extremadamente generalizada, ella misma está representada en una cara de tres cuartos de cuerpo entero, En la esquina inferior derecha, a los pies de Chaliapin, se encuentra su perro favorito: un bulldog francés blanco y negro, Roika, representado en tamaño completo y mirando fielmente a su amo, que lo sostiene con una correa. En la esquina inferior izquierda en el fondo hay tres figuras en negro: las hijas de Chaliapin, Marina y Marta, acompañadas en un paseo por el gran amigo y secretario personal del artista, el tenor Isai Dvorishchin. En los brazos de Marina hay un mono. Todas estas figuras fueron introducidas en el retrato a pedido del propio Chaliapin.>

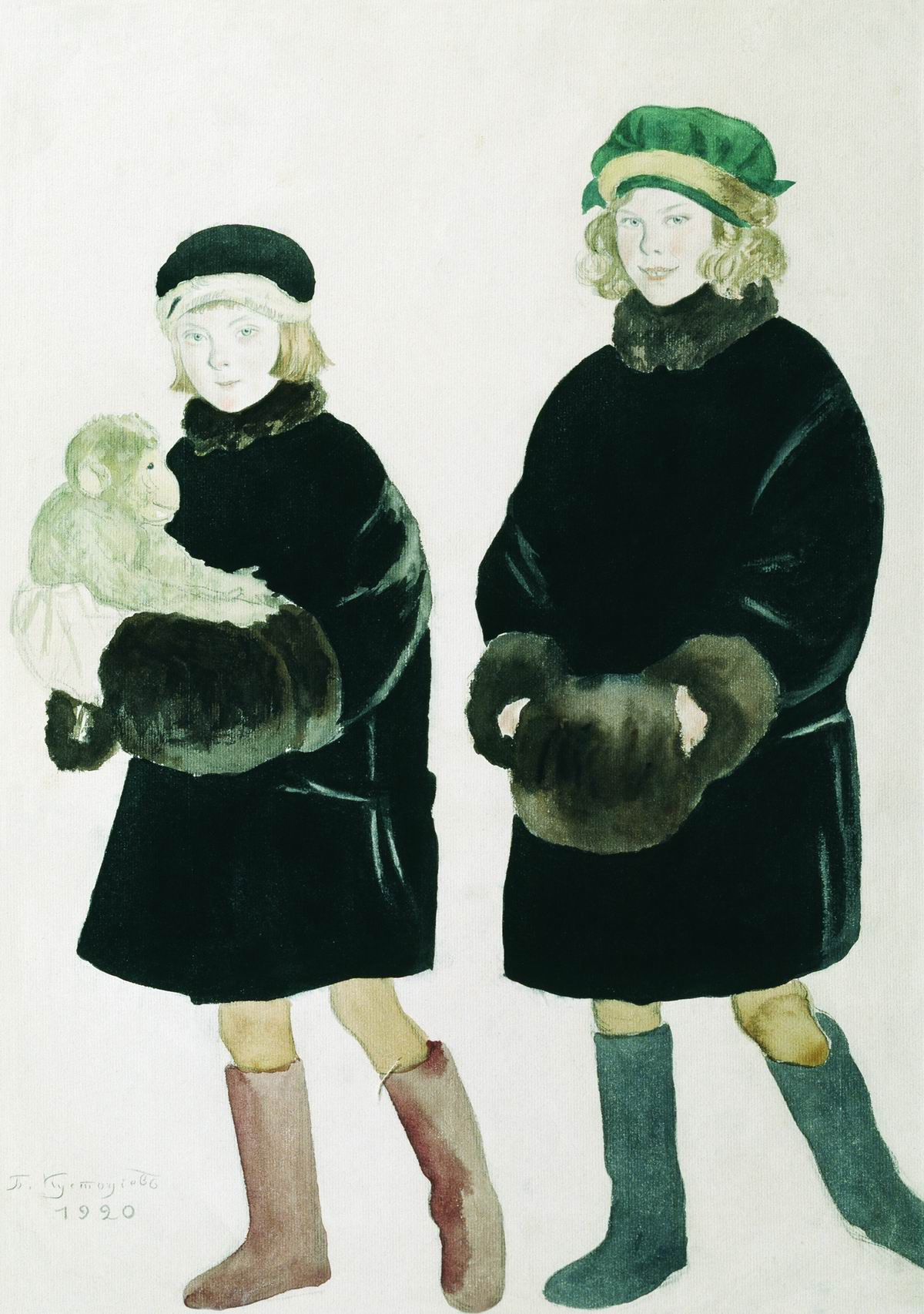
Marta y Marina Chaliapin, 1920.

La construcción compositiva del retrato es una de las favoritas de Kustódiev: la figura central, un primer plano ampliado, detrás del cual se despliega un gran espacio, como en la pintura El comerciante de té. El fondo del retrato representa una mañana clara en un día soleado, un paisaje invernal con sombras azules y rosadas en una nieve brillante, colinas con ventisqueros, coronas de árboles cubiertas de escarcha y las ramas cubiertas de nieve. La ancha espalda de Chaliapin da la imagen a las fiestas populares, el comercio y la diversión en general y la celebración de la primavera - el carnaval está en plena marcha con cabinas de colores, circo, carrusel, paseos en trineo corriendo y la troika de Rusia justo en el recinto ferial con bandejas y mostradores, que ya comenzaron a retroceder en el pasado. A lo lejos, se pueden ver los edificios de la antigua ciudad rusa, inspirados por Kustódiev en sus antiguos pintorescos ciclos de paisajes de Kostromá y Kíneshma de la década de 1910, así como el escenario de Enemy Force. Un paisaje de Lubock poblado en estilo de Bruegel, lleno de muchas figuras: el espectador puede disfrutar del festival durante mucho tiempo, una extravagancia de entretenimiento, varias escenas de la colorida vida de la ciudad: caballos de carreras, taxistas divertidos, borrachos, artesanos, bufones callejeros, cantantes, artistas, acróbatas, magos y otros artistas, descritos con amor. En las casas y tiendas se pueden ver los pintorescos letreros «Taberna», «Pan de jengibre» con la imagen de kalachi o panecillos, prohibidos por orden del alcalde de San Petersburgo Danil Drachevski en 1914 como «espeluznantes» y, por lo tanto, conservados únicamente en la provincia. Cerca está la iglesia, la firma de Kustódiev, por su propia admisión. En la entrada de la feria hay un pilar en el que una valla publicitaria con el nombre de Chaliapin anuncia un evento tan grandioso para la provincia: la llegada del gran cantante y testifica que lo aprecian, lo aman y lo esperan aquí. El nombre original de la pintura, «Ciudad Nueva», también indica que Kustódiev retrató a Chaliapin cuando llega de gira a una ciudad desconocida. El cantante mira alrededor de las montañas desde una altura de su crecimiento y camina por la calle en este día festivo con plena confianza de que las personas serán sometidas por su talento, y conquistará esta ciudad.

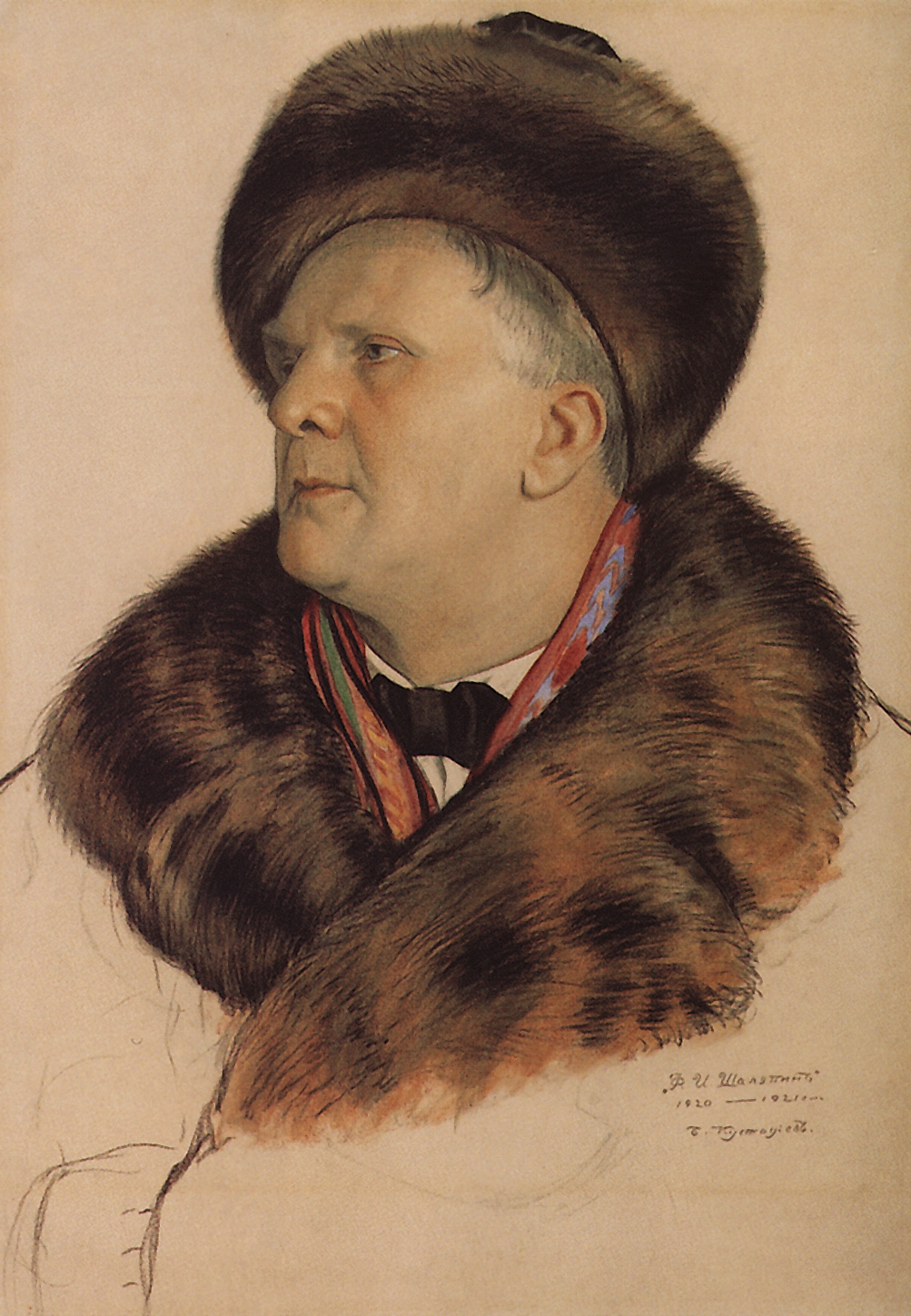
Estudio de la cabeza de Chaliapin, 1921.

El mundo interno del retrato de Chaliapin es complicado: parece preocupado, piensa en algo propio, los pensamientos del artista se vuelven hacia algo que no es perceptible para un observador externo, o tal vez simplemente se sorprende de las vacaciones actuales y se pregunta si volverá. Como en su juventud en la feria de Nizhni Nóvgorod, donde «la vida del gran carrusel fue espaciosa, divertida y desenfrenada».  En este retrato más bien ceremonial, Kustódiev, con su parte característica de astucia, notó un cierto narcisismo de Chaliapin, su deseo de hacer alarde de ropa cara, creando una imagen verdaderamente texturizada de un artista, una especie de maestro ruso imponente o un comerciante próspero. El cantante, con toda su apariencia, muestra que no vive en la pobreza, que es una especie de «NEPman» , la personificación de la Nueva Política Económica de Vladimir Lenin, destinada a introducir elementos del capitalismo en la economía soviética para restaurar el país de las ruinas de la guerra civil. Kustódiev logró transmitir en el lienzo una biografía, el espíritu creativo y distintivo a nivel nacional de Chaliapin, un cantante folklórico, Volzhanin, que ha recorrido un largo camino desde los teatros y stands en las ferias provinciales hasta los mejores escenarios de ópera del mundo. Esto se evidencia por el trasfondo festivo de las festividades, en el ciclo de diversión del cual Chaliapin, un artista de naturaleza brillante y temperamental, se siente como en su propio elemento, el elemento del pueblo ruso. El espectador, mirando el retrato, como si ahora escuchara la música de Shrovetide y la voz del propio cantante, que parece cercano a la apariencia y la vida de esta ciudad. Inextricablemente vinculado con la gente, personificando su espíritu y poder, amplitud y alcance, Chaliapin permaneció en su alma como un hombre ruso, él es carne de la carne de estos espacios abiertos, que incluso la nobleza ostentosa no oculta. Es la naturaleza creativa de Chaliapin, hay un plenairismo, que no trató de simplificar, sino más bien complicado como de costumbre, para expresar más plenamente su intención creativa.

## Destino
La pintura se conoce como el Retrato de Fiódor Chaliapin, aunque de acuerdo con el plan de Kustódiev se la denominó originalmente como la Ciudad Nueva  o F. I. Chaliapin en una ciudad desconocida, pero también aparece bajo los nombres F. I. Chaliapin en la feria, Chaliapin en la feria de Nizhni Novgorod. Este es uno de los mejores retratos del arte clásico ruso, uno de los retratos más famosos de Kustódiev, el pináculo del artista, su primera y última apelación a la personalidad de un artista destacado.
El retrato de Chaliapin, así como el retrato de su esposa, junto con algunas otras obras, Kustódiev los mostró en la exposición de la asociación World of Art, que se inauguró el 14 de mayo de 1922 en el Palacio Anichkov. Kustodiev no pudo visitarla y se contentó con las reseñas de los conocidos, que no siempre resultaron ser objetivos, como en el caso de Kuzmá Petrov-Vodkin, quien visitó al artista en esos días. Según Vsevolod Voinov, Petrov-Vodkin molestó a Kustódiev con el ataque sin ceremonias al World of Art y su actitud hacia él «como si fuera condescendiente, con pesar»: «Por supuesto, eres pobre, te sientas en tu silla, tu no ves nada: estás detrás del siglo!« El suyo, supuestamente, un retrato de Chaliapin es débil, esto es «literatura». El propio Voinov hizo mucho por la promoción de la exposición, y especialmente el trabajo de Kustódiev presentado en ella. Al considerarla el evento artístico más grande de la temporada, Voinov escribió en un artículo en la revista Among Collectors que Kustódiev «está en la flor de su vida» y «puede ser considerado nuestro artista más nacional, tanto en términos de la amplitud de su contenido como de la base de la forma». pintando «porque» en sus composiciones cotidianas, saturadas de colores brillantes y alegres, imbuido de un tremendo amor por la vida de las personas, por todas sus pequeñas cosas, la pinta en la forma complaciente, pacífica y acogedora que es inherente a ella en los días cuando está por encima de ella. En esa evaluación de la obra del artista, el editor de la colección Matinees se hizo eco de Voinov su editor Dolmat Lutokhin, quien señaló «que si alguien reina en la exposición, es Kustódiev ... Como conoce y ama a Rusia. Cuán poderoso es su gran retrato de Chaliapin, ya con sobrepeso, envejecido, bien alimentado e inteligente, en el contexto de un carnaval ruso abigarrado en todo el condado ... Todo sugiere que Kustódiev es ahora nuestro artista más grande».
Inmediatamente después de realizar el retrato fue adquirido por Chaliapin. Kustódiev nunca pudo ver el resultado de su trabajo a la distancia necesaria, porque en 1922 Chaliapin fue con su esposa e hijos de San Petersburgo en un viaje al extranjero a París, donde llevó un retrato y lo colocó en su buena colección de pinturas de artistas rusos. Chaliapin estaba muy satisfecho con el retrato,,lo apreció especialmente, poniéndolo por encima de otros trabajos, por amplitud, alcance y «espíritu ruso», Chaliapin incluso se hizo una fotografía con él en el viaje. Al mismo tiempo, al propio Kustódiev le gustó el retrato, ya que invirtió mucha fuerza mental y física en él. El artista vivió durante mucho tiempo pensando en el trabajo realizado y en 1922 creó para sí mismo una copia de la pintura, la repetición del retrato en un formato reducido, así, el retrato fue pintado dos veces, en 1921 y 1922. Según el artista Evgeni Klimov, en el retrato repetido de Chaliapin «debido a la reducción del formato, la magnificencia y la importancia de la figura del famoso cantante casi se redujo a la mitad».
En 1924, la pintura fue exhibida en la exposición de arte ruso en el Grand Central Palace de la ciudad de Nueva York, para esta exposición Kustódiev pintó una pintura para el póster del evento, «El cochero», y varias otras obras que los visitantes compraron voluntariamente, así como reproducciones. Como el organizador de la exposición, Ígor Grabar, escribió en su momento, «lo mejor es el "producto ruso", todo lo que los estadounidenses piensan que es "muy ruso"[...] Sobre todo compran "Chaliapin" "Kustódiev", su "Likhach"..."».
La nueva versión más pequeña de la pintura del retrato, no se separó de Kustódiev hasta su muerte en 1927. En el mismo año, después de la gira de cinco años de Chaliapin, las autoridades soviéticas le prohibieron ingresar a su tierra natal y lo privaron del título de Artista del Pueblo de la República, que recibió por primera vez en 1918. En las memorias escritas en Francia, Chaliapin dedicó varias páginas dolorosas al artista. Como escribió Chaliapin: «Por un corto tiempo tuve que mirar con amor a esta persona increíble. [...] Me impresionó profundamente la noticia de su muerte, diré: el inmortal Kustoódiev. Como activo más preciado, guardo en mi oficina de París mi famoso retrato de su trabajo y todos sus increíbles bocetos para Enemy Force». Todos ellos fueron comprados personalmente por Chaliapin a Kustódiev, y en memoria de su conocido y colaboración, el artista le dio al cantante un autorretrato y varios dibujos más. Posteriormente, Chaliapin iba a escribir un tercer libro, esta vez completamente sobre el teatro, pero no tuvo tiempo: murió en 1938. Con un retrato de Kustódiev, que Chaliapin lo mantuvo hasta su muerte. Hasta los últimos días de su vida, un retrato colgaba en su oficina sobre una gran chimenea de madera tallada en el apartamento parisino del cantante en la casa n.º 22 en la Avenue d'Ailo.
Treinta años después de la muerte de Chaliapin, en 1968 sus hijas Marta, Marina y Dassia donaron el retrato original como un regalo al Museo del Teatro de Leningrado. Anteriormente, en 1964, el retrato de Maria Chaliapina, que fue guardado por los familiares de Isai Dvorishchina, también había sido transferido allí. Desde 1985, un retrato de Chaliapin ha sido exhibido en la Gran Sala de estar en el F.I. Chaliapin en San Petersburgo. En 2011, el retrato se mostró por primera vez en Moscú en la exposición «De San Petersburgo a Moscú y viceversa» en la Casa Museo Chaliapin en el bulevard Novinsky.
El retrato reducido se conserva en el Museo Ruso, donde fue transferido en 1927 de la Galería Estatal Tretiakov. Se exhibe en el salón número 70. Cabe señalar que en la URSS las reproducciones no se reprodujeron del original, sino que eran de una copia del original. El retrato reducido fue presentado repetidamente con obra de Kustódiev en exposiciones de arte en Suecia, Canadá y América. En 1977, expuso en una exposición de arte ruso y soviético en el Museo Metropolitano de Arte de Nueva York. Los dibujos preparatorios para el retrato se almacenan en la Galería Tretiakov, desde la cual se puede distinguir un dibujo de la cabeza de Chaliapin que es diferente según la opinión de los críticos. Varios otros se encuentran dispersos en varias colecciones, museos y colecciones privadas, incluso en Moscú, así como en la Galería nacional de Armenia. Un retrato en acuarela de Marta y Marina Chaliapin se conserva en el Museo de Bellas Artes de Ekaterimburgo.